# Simulium paracorniferum
Simulium paracorniferum es una especie de insecto del género Simulium, familia Simuliidae, orden Diptera.
Fue descrita científicamente por Yankovsky, 1979.